# Свобода (партия, Армения)
«Свобода» (арм. Ազատություն) — политическая партия Армении.

## История
Партия «Свобода» основана в мае 1997 года бывшим премьер-министром Армении, депутатом Национального собрания V созыва Грантом Багратяном.
В ходе парламентских выборов 1999 года «Свобода» набрала 1,02 % голосов избирателей и, не преодолев порог в 5 %, не смогла делегировать в Национальное собрание своих представителей.
В 2012 году «Свобода» приняла участие в парламентских выборах в составе коалиции «Армянский национальный конгресс». По результатам выборов альянсу досталось 7 мест в Национальном собрании — Грант Багратян стал единственным депутатом от партии «Свобода» в парламенте.
24 декабря 2012 года во время съезда партии Грант Багратян был выдвинут кандидатом в президенты страны на предстоящих выборах 2013 года. Набрав 2,15 % голосов избирателей, он занял третье место в президентской гонке, значительно уступив основным своим конкурентам — Сержу Саргсяну и Раффи Ованнисяну.
Перед парламентскими выборами 2017 года «Свобода» объявила о намерении участвовать в них в составе партии «Свободные демократы». Объединённый список возглавил лидер «свободных демократов» Хачатур Кокобелян, а кандидатом на пост премьер-министра был выдвинут Грант Багратян. Набрав лишь 0,94 % голосов, союз партий не получил ни одного места в парламенте.
В марте 2021 года партия объявила о своём независимом участии в предстоящих досрочных парламентских выборах. По итогам выборов «Свобода» получила в свою поддержку лишь 0,14 % избирателей и, не преодолев минимальный порог в 5 %, делегировать в Национальное собрание страны ни одного своего представителя не смогла.

## Результаты выборов

### Парламентские выборы
| Выборы | Голоса  | %    | Кресла   | Позиция  | Примечание                                                       |
| ------ | ------- | ---- | -------- | -------- | ---------------------------------------------------------------- |
| 1999   | 11 076  | 1,02 | 0 из 107 | 13 место | —                                                                |
| 2012   | 106 903 | 7,10 | 7 из 107 | 3 место  | В составе избирательного блока «Армянский национальный конгресс» |
| 2017   | 14 746  | 0,94 | 0 из 107 | 8 место  | В составе партии «Свободные демократы»                           |
| 2021   | 1 844   | 0,14 | 0 из 107 | 21 место | —                                                                |

### Президентские выборы
| Выборы | Кандидат       | Голоса | %    | Позиция |
| ------ | -------------- | ------ | ---- | ------- |
| 2013   | Грант Багратян | 31 643 | 2,15 | 3 место |

## Идеология
Партия придерживается идеологии современного либерализма и выступает за свободную рыночную экономику. 
«Свобода» выступает за независимость Республики Арцах, увеличение военного бюджета и улучшение вопросов безопасности Армении. Партия также верит в сохранение прочных связей с Россией, развивая при этом более тесные связи с Ираном и Китаем.